# Platyja pratti
Platyja pratti là một loài bướm đêm trong họ Noctuidae.